# Sint-Elooisprijs 2010
De 55e editie van de Belgische wielerwedstrijd Sint-Elooisprijs werd verreden op 22 juni 2010. De start en finish vonden plaats in Ruddervoorde. De winnaar was Jack Bobridge, gevolgd door Patrick Cocquyt en Frederik Veuchelen.

## Uitslag
| Sint-Elooisprijs 2010 |                          |                              |            |
| Plaats                | Naam                     | Ploeg                        | Tijd       |
| Winnaar               | Jack Bobridge            | Garmin-Transitions           | 3u 27' 35" |
| 2                     | Patrick Cocquyt          | geen                         | z.t.       |
| 3                     | Frederik Veuchelen       | Vacansoleil                  | z.t.       |
| 4                     | Rob Goris                | Palmans-Cras                 | z.t.       |
| 5                     | Enrico Peruffo           | CarmioOro-NGC                | 14"        |
| 6                     | Niko Eeckhout            | An Post-Sean Kelly           | 23"        |
| 7                     | Guillaume Van Keirsbulck | Beveren 2000                 | 30"        |
| 8                     | Bert De Backer           | Skil-Shimano                 | z.t.       |
| 9                     | Pieter Jacobs            | Topsport Vlaanderen-Mercator | z.t.       |
| 10                    | Michael Van Staeyen      | Topsport Vlaanderen-Mercator | 36"        |

1952 · 1953 · 1954 · 1955 · 1956 · 1957 · 1958 · 1959 · 1960 · 1961 · 1962 · 1963 · 1964 · 1965 · 1966 · 1967 · 1968 · 1969 · 1970 · 1971 · 1972 · 1973 · 1974 · 1975 · 1976 · 1977 · 1978 · 1979 · 1980 · 1981 · 1982 · 1983 · 1984 · 1985 · 1986 · 1987 · 1988 · 1989 · 1990 · 1991 · 1992 · 1993 · 1994 · 1995 · 1996 · 1997 · 1998 · 1999 · 2000 · 2001 · 2002 · 2003 · 2004 · 2005 · 2006 · 2007 · 2008 · 2009 · 2010 · 2011 · 2012 · 2013 · 2014 · 2015 · 2016 · 2017 · 2018 · 2019 · 2020 · 2021 · 2022